# Lithocystis cucumariae
Lithocystis cucumariae is een soort in de taxonomische indeling van de Myzozoa, een stam van microscopische parasitaire dieren. Het organisme komt uit het geslacht Lithocystis en behoort tot de familie Urosporidae. Lithocystis cucumariae werd in 1930 ontdekt door Pixell-Goodrich.